# Alet-les-Bains
Alet-les-Bains é uma comuna francesa na região administrativa de Occitânia, no departamento de Aude. Estende-se por uma área de 23,54 km². Em 2010 a comuna tinha 393 habitantes (densidade: 16,7 hab./km²).